# Môa Remo
El Môa Remo (també Cucuini, Kukuini, Remo, Rheno, Sacuya, Sakuya) és una lengua ameríndia actualment extingida que pertany al grup pano de les llengües pano-tacanes, que anteriorment parlava el poble del mateix nom, que vivia al marge dret del riu Moa al Perú i als rius Calheria i Tapiche. És similar a la llengua amahuaca